# Arnfried Heyne
Arnfried Heyne (né le 29 décembre 1905 à Dresde, mort le 12 janvier 1978 à Vienne) est un monteur allemand.

## Biographie
Après un apprentissage dans l'entreprise de ses parents, il entre en contact avec le cinéma lors d'un stage à l'Universum Film (UFA) à Berlin. Il travaille dans un laboratoire cinématographique et comme assistant de caméra. Puis il va aux États-Unis et dirige un magasin de photo à New York. Il vit ensuite un temps en Inde et exerce dans un État princier local la fonction de ministre du cinéma.
De retour en Allemagne en 1930, il commence dans le montage sonore et change en 1933 pour le montage général. En 1939, il devient un salarié de Wien-Film. Après la Seconde Guerre mondiale, il reste à Vienne et joue un rôle important dans le cinéma autrichien des années 1950 et 1960, notamment en raison de sa collaboration fréquente avec le réalisateur Franz Antel. Pour plusieurs films, il est également assistant réalisateur.

## Filmographie
- 1932 : Wie sag’ ich’s meinem Mann?
- 1933 : Du sollst nicht begehren
- 1933 : Viktor und Viktoria
- 1934 : Prinzessin Turandot
- 1935 : Barcarolle
- 1935 : Amphitryon
- 1935 : Herbstmanöver
- 1935 : Ewiger Wald (documentaire)
- 1935 : Leichte Kavallerie
- 1936 : Donogoo Tonka
- 1936 : Das Mädchen Irene
- 1937 : Pays de l'amour
- 1937 : La Cruche cassée
- 1939 : Mademoiselle
- 1939 : Le Paradis des célibataires
- 1940 : Toute une vie
- 1940 : Donauschiffer
- 1940 : Sept années de poisse
- 1941 : Dreimal Hochzeit
- 1941 : Brüderlein fein
- 1941 : Sang viennois (de)
- 1942 : Schicksal (de)
- 1942 : Wien 1910
- 1943 : Rêve blanc
- 1943 : Schrammeln
- 1944 : Die goldene Fessel
- 1947 : Visage immortel
- 1948 : Das singende Haus
- 1948 : Hin und Her
- 1948 : Die Frau am Wege
- 1948 : Valse céleste
- 1949 : Hexen
- 1949 : Amour d'enfer
- 1949 : Kleiner Schwindel am Wolfgangsee
- 1951 : Das Tor zum Frieden
- 1951 : Frühling auf dem Eis
- 1952 : Hallo Dienstmann
- 1952 : Der Obersteiger
- 1952 : Der Mann in der Wanne
- 1953 : Heute nacht passiert's
- 1953 : Kaiserwalzer
- 1953 : Ein tolles Früchtchen
- 1954 : Kaisermanöver
- 1954 : 08/15
- 1954 : L'Été et les amours
- 1955 : Ja, so ist das mit der Liebe
- 1955 : Spionage
- 1955 : Le Congrès s'amuse
- 1955 : Heimatland
- 1955 : Symphonie in Gold
- 1956 : Kaiserball
- 1956 : Lumpazivagabundus
- 1956 : Mariés pour rire
- 1957 : Vier Mädels aus der Wachau
- 1957 : Le Chant du bonheur
- 1957 : Die Lindenwirtin vom Donaustrand
- 1958 : Solang' die Sterne glüh'n
- 1958 : Man müßte nochmal zwanzig sein
- 1958 : Ooh … diese Ferien
- 1958 : Zauber der Montur
- 1958 : Liebe, Mädchen und Soldaten
- 1959 : Dans les griffes du tigre
- 1959 : Wenn das mein großer Bruder wüßte
- 1959 : Whisky, Wodka, Wienerin
- 1959 : Dynamite
- 1959 : Der Schatz vom Toplitzsee
- 1960 : Kriminaltango
- 1960 : L'Auberge du Cheval-Blanc
- 1961 : Les Aventures du Comte Bobby
- 1961 : Junge Leute brauchen Liebe
- 1961 : … und du mein Schatz bleibst hier
- 1961 : Mariandl
- 1962 : La Chauve-Souris
- 1962 : La Douceur de vivre du comte Bobby
- 1962 : Hochzeitsnacht im Paradies
- 1962 : Mariandls Heimkehr
- 1962 : La Veuve joyeuse (Die lustige Witwe)
- 1963 : Unsere tollen Nichten
- 1963 : Der Musterknabe
- 1963 : Schwejks Flegeljahre
- 1963 : La Marraine de Charley
- 1963 : Ein Alibi zerbricht
- 1964 : Tim Frazer jagt den geheimnisvollen Mister X
- 1964 : Hilfe, meine Braut klaut
- 1964 : Marika, un super show
- 1964 : Heirate mich, Chéri (de)
- 1965 : … und sowas muß um 8 ins Bett
- 1965 : Heidi
- 1966 : Le Comte Bobby, la terreur de l'ouest
- 1967 : Mittsommernacht
- 1969 : Warum hab' ich bloß 2× ja gesagt?
- 1969 : Les petites chattes sont toutes gourmandes
- 1969 : Les petites chattes se mettent au vert
- 1969 : Au secours j'aime des jumelles !
- 1970 : Musik, Musik – da wackelt die Penne
- 1970 : Frau Wirtin treibt es jetzt noch toller
- 1971 : Mein Vater, der Affe und ich
- 1971 : Josefine Mutzenbacher II – Meine 365 Liebhaber (de)
- 1972 : Außer Rand und Band am Wolfgangsee
- 1972 : Sie nannten ihn Krambambuli

## Crédits
- (de) Cet article est partiellement ou en totalité issu de l’article de Wikipédia en allemand intitulé « Arnfried Heyne » (voir la liste des auteurs).